# Тори Белечи
Тори Белечи (енгл. Tory Belleci) је амерички редитељ и уметник, сицилијанског порекла, најпознатији по свом раду у телевизијској емисији Дискавери канала, Разоткривачи митова. Он је такође радио на познатим филмовима, као што су: Звездани ратови — епизода I: Фантомска претња и Звездани ратови — епизода II: Напад клонова. Балечи је дизајнирао ратне бродове Федерације у овим филмовима.

## Детињство и младост
Белечи има дугу историју рада са ватром и експлозивима. У раној младости, његов отац му је показао како да направи Молотовљев коктел. Белечи је касније направио бацач пламена. Направа је била проблем када је случајно запалио део своје куће. Када је имао 19 година, скоро је ухапшен због детонирања бомбе у близини куће његових родитеља у Сисајду, у Калифорнији. Полицајац је охрабрио младог Белечија да пронађе начин да изрази своју љубав према експлозијама, а да не буде ухапшен.

## Каријера

### Рани рад
Након дипломирања 1994. године, почео је да ради са Џејми Хајнеманом у М5 Индустрис. Белечи је радио као сценски менаџер, радио ситне послове и чистио радионицу, али је брзо напредовао. Неколико година касније, он почиње да ради у ИЛМ-у. Белечи је радио за ИЛМ осам година као вајар и сликар, правећи моделе за компанију. Белечи је почео да ради на Разоткривачима митова 2003. године, радећи послове иза сцене, али је у другој сезони представљен као део Тима за прављење. Белечи је 2005. године наговорио бившег колегу Гранта Имахару да дође да ради на емисији.
Балечи је радио и на другим велики филмовима, као што су: трилогија Матрикс, Ван Хелсинг, и Свемирски војници.

### Разоткривачи митова
Белечи у емисији често обавља опасније послове приликом тестирања митова. Једана од његових најпопуларнијих акробација, приказан неколико пута у емисији, је покушај да прескоче колица на бициклу; покушај није успео, а Белечи је комично пао на земљу. Током емисије је откривено да пати од акрофобије.
Белечи се неколико пута повредио током снимања емисије. Једном приликом је пао са крова и теже посекао ногу.
У августу 2014. године је најављено да ће Белечи, заједно са Имахаром и Бајрон, напустити емисију.

## Хуманитарни рад
Током паузе снимања Разоткривача митова 2010. године, Белечи је волонтирао на Хаитију. Он је посећивао сиротишта и инсталирао системе за добођење чисте воде. Рекао је да се од тог путовања диви људима Хаитија.